# Antonio La Pergola
Antonio Mario La Pergola (ur. 13 listopada 1931 w Katanii, zm. 18 lipca 2007 w Rzymie) – włoski prawnik, nauczyciel akademicki i polityk, przewodniczący Sądu Konstytucyjnego, minister, poseł do Parlamentu Europejskiego III kadencji.

## Życiorys
Z wykształcenia prawnik. Był nauczycielem akademickim, wykładał prawo konstytucyjne i prawo publiczne na uniwersytetach w Padwie, Bolonii i Rzymie. W latach 1976–1978 zasiadał w Najwyższej Radzie Sądownictwa, od 1978 do 1987 wchodził w skład Sądu Konstytucyjnego, któremu przewodniczył w latach 1986–1987. Od 1987 do 1989 w rządach, którymi kierowali Giovanni Goria i Ciriaco De Mita, pełnił funkcję ministra odpowiedzialnego za politykę wspólnotową.
W latach 1989–1994 z ramienia Włoskiej Partii Socjalistycznej sprawował mandat eurodeputowanego III kadencji. W 1990 zainicjował powołanie i objął funkcję pierwszego przewodniczącego Komisji Weneckiej. W 1994 i w latach 1999–2006 był sędzią, a od 1995 do 1999 rzecznikiem generalnym Trybunału Sprawiedliwości.

## Odznaczenia
Odznaczony Krzyżem Wielkim Orderu Zasługi Republiki Włoskiej (1978).